# Ів Пламб
Ів Елін Пламб (англ. Eve Aline Plumb [plʌm]; нар. 29 квітня 1958, Бербанк, Каліфорнія, США) — американська акторка, кінопродюсерка, співачка і художниця.

## Життєпис
Народилася 29 квітня 1958 року в Бербанку (штат Каліфорнія, США) в сім'ї актора Нілі Пламба (1912—2000) і танцюристки Флори Джун Пламб (до шлюбу Добрі; пом. у 1995), які побралися в 1939 році і перебували в шлюбі до смерті матері в 1995 році. У Ів є брат та дві сестри: Бенджамін Нілі Пламб, Кетрін Пламб та Флора Джун Пламб (нар.. 1944).

## Кар'єра
Ів Пламб дебютувала в кіно в 1966 році, зігравши роль Сари Джейн у серіалі «Велика долина», а наступного року втілила Еллен та Лорен у цьому ж фільмі. Загалом вона зіграла у 58 фільмах і телесеріалах.
У 2012 році Пламб дебютувала як продюсерка з телесеріалом «Сестри Плотц», в якому також грала роль Селестії Плотц.
Ів Пламб є співачкою і в 1971—1973 роках вона виконала пісні «Girl», «You've Got to Be in Love To Love a Love Song», «Good Time Music» та «Heigh-Ho» у серіалі «Сімейка Бреді», в якому також зіграла роль Джен Брейді у 1969—1974 роках.
Також Ів Пламб є художницею. Вона пише картини вже більше двох десятиліть і користується успіхом у деяких галереях США.

## Особисте життя
Пламб одружилася першою серед братів і сестер Брейді. Вперше з Ріком Менсфілдом у 1979 році. Менш ніж через два роки розлучилася. З 1995 року Пламб одружена з Кеном Пейсом, консультантом з питань бізнесу та технологій.
Станом на 2010 рік вона проживала в Лагуна-Біч, що в штаті Каліфорнія, і працювала в міській раді дизайну. Приблизно в 2010 році Пламб придбала резиденцію на Мангеттені, а з 2019 року зробила Нью-Йорк своїм основним місцем проживання, хоча вона час від часу також проживає в Лос-Анджелесі.
У 2016 році Пламб продала дім у Малібу, який придбала ще у 1969 році, коли їй було 11 років. Пламб купила пляжне бунгало 1950-х років за 55 000 доларів і продала його за 3,9 мільйона доларів.

## Вибрана фільмографія
Акторка
| Рік       |   | Українська назва                     | Оригінальна назва                            | Роль                                       |
| --------- | - | ------------------------------------ | -------------------------------------------- | ------------------------------------------ |
| 1966—1967 | с | Велика долина                        | The Big Valley                               | Сара Джейн/Еллен/Лорен                     |
| 1968      | с | Меннікс                              | Mannix                                       | Маріан Гарріман                            |
| 1969      | с | Димок зі ствола                      | Gunsmoke                                     | Сью                                        |
| 1969—1974 | с | Сімейка Бреді                        | The Brady Bunch                              | Джен Брейді                                |
| 1978—1982 | с | Човна кохання                        | The Love Boat                                | Ванесса Саммерхілл/Тері Карлсон/Бет Хеллер |
| 1979—1981 | с | Острів фантазій                      | Fantasy Island                               | Клер Конті/Террі Саммерс/Елізабет Блейк    |
| 1982      | с | Одного разу                          | One Day at a Time                            | Мелісса                                    |
| 1985      | с | Вона написала вбивство               | Murder, She Wrote                            | Таг                                        |
| 1988      | ф | Я дістану тебе, покидьку             | I'm Gonna Git You Sucka                      | дружина Калінгі                            |
| 1989      | с | Супершоу супербратів Маріо           | The Super Mario Bros. Super Show!            | Джоді                                      |
| 1994      | с | Лоїс і Кларк: Нові пригоди Супермена | Lois & Clark: The New Adventures of Superman | Роуз Коллінз                               |
| 1997      | ф | Ніде                                 | Nowhere                                      | місіс Сайветсон                            |
| 1998      | с | Шоу 70-х                             | That '70s Show                               | місіс Баркхарт                             |
| 1998      | с | Кінан і Кел                          | Kenan & Kel                                  | вчителька                                  |
| 2003      | с | Всі мої діти                         | All My Children                              | Джун Ландау                                |
| 2008      | с | Дні нашого життя                     | Days of Our Lives                            | Дора                                       |
| 2012      | с | Сестри Плотц                         | The Sisters Plotz                            | Селестія Плотц                             |
| 2013      | с | Закон і порядок: Спеціальний корпус  | Law & Order: Special Victims Unit            | Анджела Брукс                              |
| 2013      | с | Армійські дружини                    | Army Wives                                   | Реба Грин                                  |
| 2017      | с | Шлях                                 | The Path                                     | Венді                                      |
| 2017      | с | Блакитна кров                        | Blue Bloods                                  | Барбара Стевенс                            |
| 2020      | с | Булл                                 | Bull                                         | Джоан Лоусон                               |

Продюсерка
- 2012 — «Сестри Плотц» / The Sisters Plotz

## У популярній культурі
- У 1991 році музичний рок-гурт «Eve's Plum[en]» був названий на її честь.
- У 2000 році Кейтлін Каллем[es] зіграла її у фільмі "Зростання Брейді[en]